# Forêt d'Iraty
 (novembre 2015).
Si vous disposez d'ouvrages ou d'articles de référence ou si vous connaissez des sites web de qualité traitant du thème abordé ici, merci de compléter l'article en donnant les références utiles à sa vérifiabilité et en les liant à la section « Notes et références ».
Pour l’article ayant un titre homophone, voir Irati.
La forêt d'Iraty est une forêt de 17 194 hectares du Pays basque, dont 2 310 hectares sont répartis entre la Soule (Larrau) et la Basse-Navarre (Mendive et Lecumberry) du côté français et 14 884 ha en Navarre du côté espagnol, encadrée par le sommet d'Okabe (1 466 m) et le pic d'Orhy (2 017 m). Sa superficie est stable depuis au moins les années 1970.

## Présentation
Située dans le bassin versant méditerranéen, Iraty est l'endroit de France où celui-ci est le plus proche de l'océan Atlantique (60 km). En effet, la frontière avec l'Espagne ne suit pas tout à fait la ligne de partage des eaux, et la forêt d'Iraty se trouve dans le bassin de l'Èbre, à cheval sur les deux pays.
La région abrite la plus grande forêt de hêtres d'Europe occidentale, mais également des chênes pédonculés et des frênes. Du fait de sa position de moyenne montagne, il a fallu attendre les années 1920 pour que cette forêt connaisse un début d'exploitation rapidement intensif. Rendue plus accessible pour faciliter le travail de coupe du bois, c'est à partir des années 1960 qu'aux côtés de la chasse et du maintien du pastoralisme, se développe l'activité touristique. La route d'accès n'a été réalisée qu'en 1964.
La forêt bénéficie d'un classement Natura 2000 double :
- la zone de protection spéciale « Haute Soule : forêt d'Iraty, Orgambidexka et Pic des Escaliers », obtenue en 2006[6] ;
- la zone spéciale de conservation « Forêt d'Iraty », obtenue en 2014[7].

## Toponymie
Son nom vient de la rivière Iraty, qui naît dans la forêt, de la confluence des rivières Urtxuria et Urbeltza. L'endroit est cité comme montis iraty (1140) et iradi gorria (1274), toponyme navarrais nommant un lieu où pousse la fougère

## Galerie

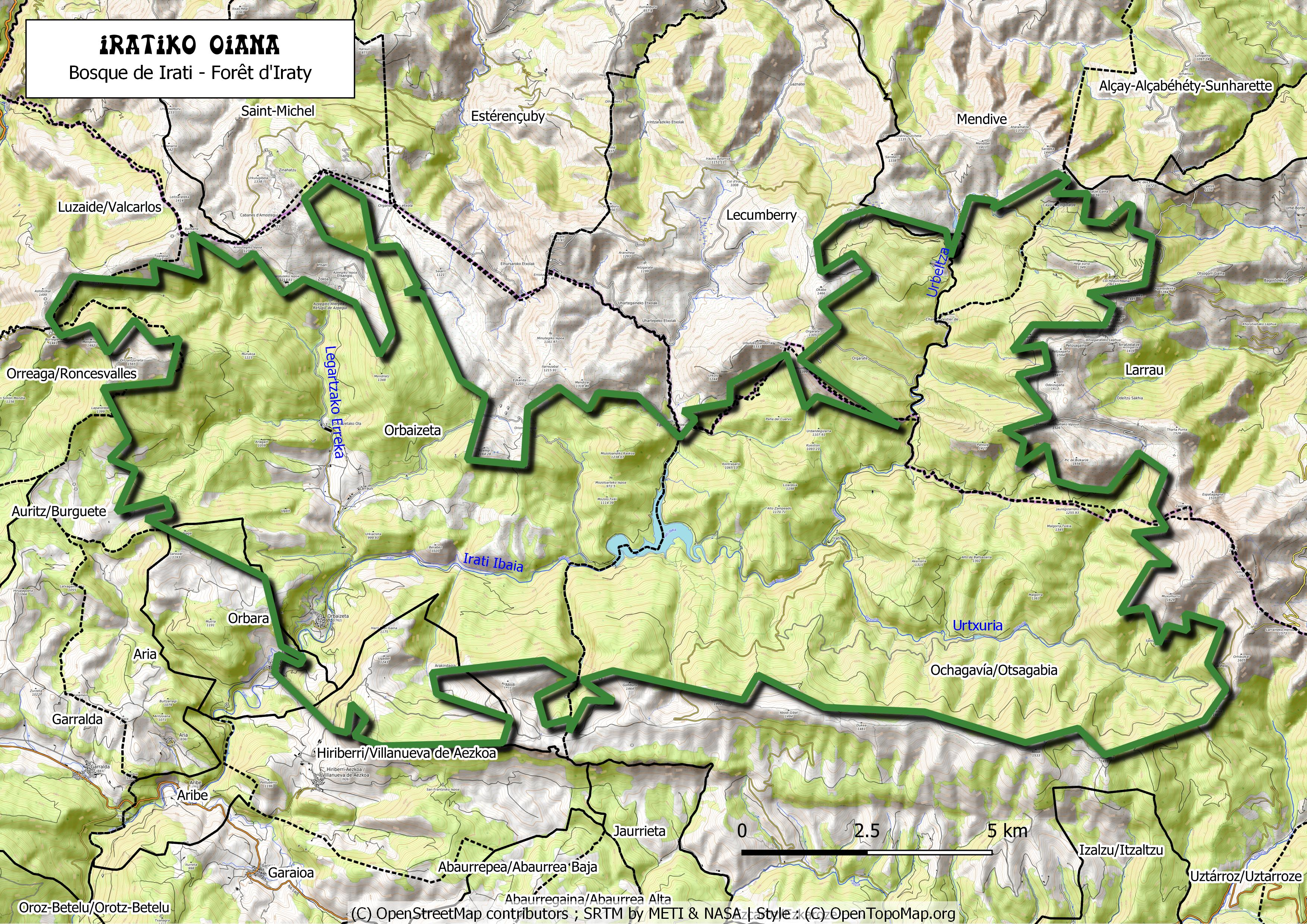
topographie.
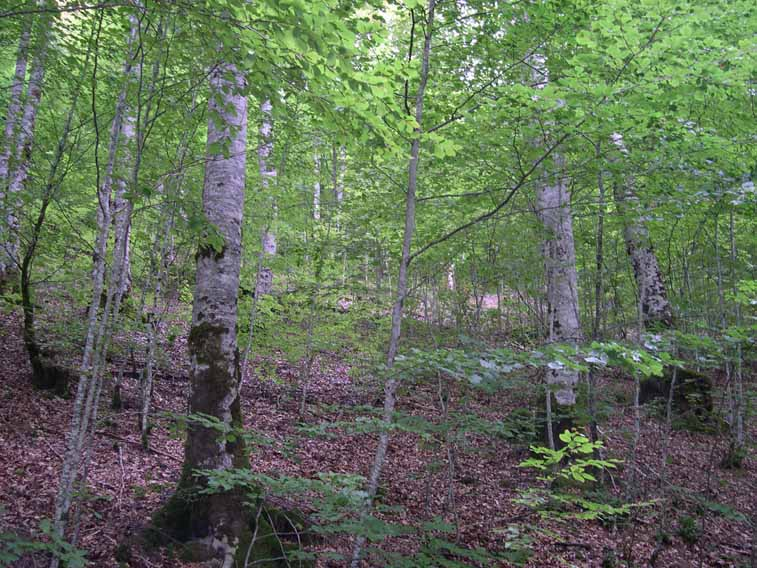
Sous-bois.
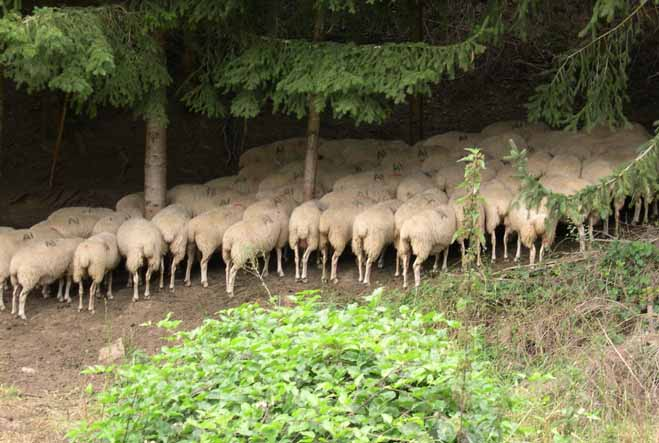
« La siesta del borrego » - Ochagavía.
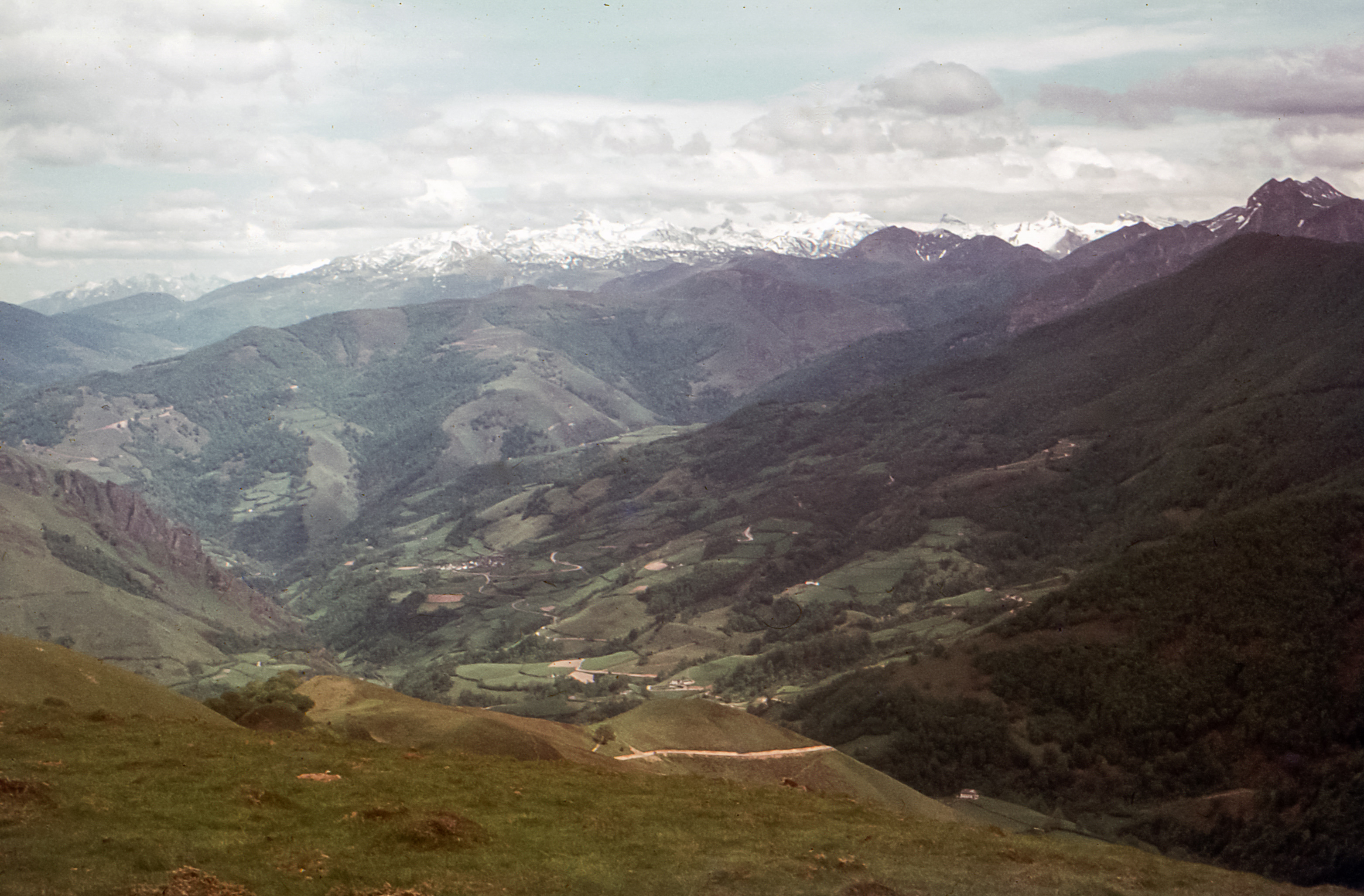
Route de Larrau, Orgambidiesca, (1964).

## Sources
- Coordonnées : Géoportail